# Municipio de Spalding (Míchigan)
El municipio de Spalding (en inglés: Spalding Township) es un municipio ubicado en el condado de Menominee en el estado estadounidense de Míchigan. En el año 2010 tenía una población de 1674 habitantes y una densidad poblacional de 3,97 personas por km².

## Geografía
El municipio de Spalding se encuentra ubicado en las coordenadas 45°49′6″N 87°33′11″O / 45.81833, -87.55306. Según la Oficina del Censo de los Estados Unidos, el municipio tiene una superficie total de 422.13 km², de la cual 421.1 km² corresponden a tierra firme y (0.24%) 1.03 km² es agua.

## Demografía
Según el censo de 2010, había 1674 personas residiendo en el municipio de Spalding. La densidad de población era de 3,97 hab./km². De los 1674 habitantes, el municipio de Spalding estaba compuesto por el 98.69% blancos, el 0.06% eran afroamericanos, el 0.36% eran amerindios, el 0.06% eran asiáticos, el 0.18% eran isleños del Pacífico, el 0.48% eran de otras razas y el 0.18% pertenecían a dos o más razas. Del total de la población el 0.96% eran hispanos o latinos de cualquier raza.